# فيكتور ميلان
فيكتور ميلان (بالإنجليزية: Victor Milan)‏ (1954، تلسا في الولايات المتحدة - 13 فبراير 2018، ألباكركي في الولايات المتحدة)؛ كاتب وروائي أمريكي.